# Вілмор (Пенсільванія)
Вілмор (англ. Wilmore) — місто (англ. borough) в США, в окрузі Кембрія штату Пенсільванія. Населення — 206 осіб (2020).

## Географія
Вілмор розташований за координатами 40°23′15″ пн. ш. 78°43′2″ зх. д. / 40.38750° пн. ш. 78.71722° зх. д. (40.387575, -78.717105).  За даними Бюро перепису населення США в 2010 році місто мало площу 0,86 км², уся площа — суходіл.

## Демографія
Згідно з переписом 2010 року, у селищі мешкало 225 осіб у 84 домогосподарствах у складі 63 родин. Густота населення становила 262 особи/км².  Було 93 помешкання (108/км²).
Расовий склад населення:
| - 100,0 % — білих |

До двох чи більше рас належало 0,0 %. Частка іспаномовних становила 0,0 % від усіх жителів.
За віковим діапазоном населення розподілялося таким чином: 24,0 % — особи молодші 18 років, 61,3 % — особи у віці 18—64 років, 14,7 % — особи у віці 65 років та старші. Медіана віку мешканця становила 40,6 року. На 100 осіб жіночої статі у селищі припадало 95,7 чоловіків;  на 100 жінок у віці від 18 років та старших — 94,3 чоловіків також старших 18 років.
Середній дохід на одне домашнє господарство  становив 58 268 доларів США (медіана — 45 833), а середній дохід на одну сім'ю — 65 740 доларів (медіана — 47 500). За межею бідності перебувало 8,1 % осіб, у тому числі 5,4 % дітей у віці до 18 років та 16,1 % осіб у віці 65 років та старших.
Цивільне працевлаштоване населення становило 114 осіб. Основні галузі зайнятості: освіта, охорона здоров'я та соціальна допомога — 25,4 %, виробництво — 14,0 %, публічна адміністрація — 10,5 %, науковці, спеціалісти, менеджери — 8,8 %.